# Dolichopeza (Nesopeza) queribunda
Dolichopeza (Nesopeza) queribunda is een tweevleugelige uit de familie langpootmuggen (Tipulidae). De soort komt voor in het Oriëntaals gebied.